# گریگوری میاسویدوف
گریگوری گریگوریویچ میاسویدوف (روسی: Григо́рий Григо́рьевич Мясое́дов؛ ۱۹ آوریل [سبک قدیمی: ۷ آوریل] ۱۸۳۴ – ۳۱ دسامبر [سبک قدیمی: ۱۸ دسامبر] ۱۹۱۱) نقاش رئالیست روسی بود که با جنبش پردویژنیکی ارتباط داشت.
پدرش عضوی از اشراف دون پایه و نویسندۀ کتابی با عنوان بررسی اقتصادی آماری بخش جنوبی تولا گوبرنیا بود. او تحصیلات خود را در گیمنازیوم در اریول آغاز کرد، اما قبل از ثبت نام در آکادمی امپریال هنر، جایی که مربیان او تیموفی نف و الکسی تاراسوویچ مارکوف بودند، تحصیلات خود را کامل نکرد. در سال ۱۸۶۲، او برای نقاشی خود «پرواز گریگوری اوترپیف از مسافرخانه در مرز لیتوانی» (صحنه‌ای از بوریس گودونوف اثر پوشکین) مدال طلا گرفت.